# 畠山昌人
畠山 昌人（はたけやま まさと、1981年5月4日 - ）は、日本の元プロボクサー。北海道北見市生まれ
。小学生の時に札幌市に定住し、以来同地を拠点に活動している。元日本ライトフライ級王者。
北海道石狩高等学校3年時に協栄札幌赤坂ボクシングジム所属でプロデビュー。北海道内のジム所属者では初の日本王者となった。
2005年6月28日の試合直後に網膜剥離が発覚し引退。
妻はスキージャンプ選手の澤谷夏花。

## 来歴
小学校時代はSSS札幌サッカースクールに在籍し山瀬功治や赤井秀一とチームメイトで親交を持つ。小中学を通じて、サッカーの札幌市選抜に選ばれ、高校にスポーツ推薦の話もあった。経歴の中で北海道で試合をしたのはただ一度。常にアウェイでの戦いであった。
高校入学後はボクシングに専念し、1999年6月21日、札幌協栄赤坂ジム所属でプロデビュー（4R判定勝ち）。
1999年12月17日、3戦目で後のOPBF東洋太平洋ライトフライ級王者林田龍生と対戦し、4回判定勝ちを収める。
2000年8月7日、5戦目で林田龍生と再戦。4回判定負けを喫する。
2002年7月8日、日本ライトフライ級王者北野隼と対戦し、最終回に北野からダウンを奪うも、ジャッジのミスでスリップ扱いにされる。結局、この判定が響いて10回引き分けとなり、日本王座獲得に失敗。これに対しジムの抗議および署名活動がなされ、日本ボクシングコミッションがミスジャッジの裁定を下し、再戦が決定される。
2002年11月11日、日本ライトフライ級王者北野隼とダイレクトリマッチを行い、10回判定勝ちを収め王座を獲得した。
2003年4月21日、高山勝成と対戦し、序盤から高山の手数に押され気味だったが、後半から盛り返し、9回逆転TKO勝ちで初防衛に成功。
2003年7月21日、小山泰裕を相手に2度目の防衛戦を行う。8回TKO勝ちで2度目の防衛に成功した。
2003年10月20日、OPBF東洋太平洋ライトフライ級王者の山口真吾と対戦し、序盤は畠山、終盤は山口が押す一進一退の攻防の末、10R引き分け。
2004年2月16日、林田龍生と3度目の対戦。両者最後の対戦となったこの試合は、畠山が10回判定勝ちを収め、3度目の防衛に成功した。
2004年6月21日、宮城英和と対戦し、10回引き分けに終わり4度目の防衛に成功した。
2004年9月20日、増田信晃と対戦し、10回判定負けを喫し5度目の防衛に失敗、王座から陥落した。
2005年3月21日、半田友章と対戦し、10回判定勝ち。再起に成功する。
2005年6月28日、ペット・サクルンルアンと札幌行札幌メディアパーク・スピカで初の凱旋試合を行い4回TKO勝ちを収める。そのリング上で、増田信晃への再戦と、世界王座奪取をアピールする。
しかしその数日後、畠山が右目の異常を訴え、網膜裂孔・網膜剥離と診断される。
2005年8月16日、JBCのルール規定により、正式に現役引退を発表。その際、畠山は専門誌のインタビュー「試合に出られなくなっても、何らかの形で大好きなボクシングは続けます」とコメントしている。
2005年11月21日、後楽園ホールで引退式が行われた。引退式のリング上で畠山は「自分の人生はまだこれから。ボクシングで学んだ経験などを大切にして、挑戦する気持ちを忘れずに、これからも戦い続けていきたい」とコメントを残し、8年間のプロボクサー生活に幕を下ろした。

### 引退後
2005年9月下旬、約1か月の入院生活を終え、現役時代に所属していた札幌協栄赤坂ボクシングジムでトレーナーを開始する。
2006年8月2日にWBA世界ライトフライ級王座決定戦（ファン・ランダエタ対亀田興毅）を観戦した際は、自身のブログ内で、判定に対する不服感と、自身が現役時代に追い求めていた世界王座が「ありえない」形で亀田に渡ってしまったショックを訴えていた。

## 戦績
- プロボクシング：20戦14勝（5KO）3敗3分

| 戦           | 日付           | 勝敗 | 時間    | 内容    | 対戦相手                       | 国籍 | 備考                             |
| ------------ | -------------- | ---- | ------- | ------- | ------------------------------ | ---- | -------------------------------- |
| 1            | 1999年6月21日  | ☆    | 4R      | 判定    | 生澤誠（沖）                   | 日本 | プロデビュー戦                   |
| 2            | 1999年9月20日  | ☆    | 2R      | TKO     | 竹中章裕（新松戸高橋）         | 日本 |                                  |
| 3            | 1999年12月17日 | ☆    | 4R      | 判定3-0 | 林田龍生（渡嘉敷）             | 日本 |                                  |
| 4            | 2000年6月9日   | ☆    | 4R      | 判定    | 小川利樹（沖）                 | 日本 |                                  |
| 5            | 2000年8月7日   | ★    | 4R      | 判定0-2 | 林田龍生（渡嘉敷）             | 日本 | 東日本新人王敗退                 |
| 6            | 2001年3月11日  | ☆    | 6R      | 判定    | 伊波秀吉（具志川）             | 日本 |                                  |
| 7            | 2001年6月18日  | ☆    | 6R      | 判定    | 長谷部弘康（協栄）             | 日本 |                                  |
| 8            | 2001年7月24日  | ★    | 8R      | 判定    | 家住勝彦（レイS）              | 日本 |                                  |
| 9            | 2001年10月29日 | ☆    | 8R      | TKO     | 家住勝彦（レイS）              | 日本 |                                  |
| 10           | 2002年4月6日   | ☆    | 10R     | 判定2-1 | 宮城誠（帝拳）                 | 日本 |                                  |
| 11           | 2002年7月8日   | △    | 10R     | 判定1-0 | 北野隼（ヨネクラ）             | 日本 | 日本ライトフライ級タイトルマッチ |
| 12           | 2002年11月11日 | ☆    | 10R     | 判定3-0 | 北野隼（ヨネクラ）             | 日本 | 日本ライトフライ級タイトルマッチ |
| 13           | 2003年4月21日  | ☆    | 9R 2:34 | TKO     | 高山勝成（エディタウンゼント） | 日本 | 日本防衛1                        |
| 14           | 2003年7月21日  | ☆    | 8R 2:35 | TKO     | 小山泰裕（ワタナベ）           | 日本 | 日本防衛2                        |
| 15           | 2003年10月20日 | △    | 10R     | 判定1-0 | 山口真吾（渡嘉敷）             | 日本 |                                  |
| 16           | 2004年2月16日  | ☆    | 10R     | 判定2-0 | 林田龍生（渡嘉敷）             | 日本 | 日本防衛3                        |
| 17           | 2004年6月21日  | △    | 10R     | 判定1-1 | 宮城英和（金子）               | 日本 | 日本防衛4                        |
| 18           | 2004年9月20日  | ★    | 10R     | 判定0-2 | 増田信晃（駿河）               | 日本 | 日本王座陥落                     |
| 19           | 2005年3月21日  | ☆    | 10R     | 判定3-0 | 半田友章（宇都宮）             | 日本 |                                  |
| 20           | 2005年6月28日  | ☆    | 4R      | TKO     | ペット・サクルンアン           | タイ |                                  |
| テンプレート |                |      |         |         |                                |      |                                  |

## 獲得タイトル
- 第29代日本ライトフライ級王者（防衛4）